# Frankrigs kommunalvalg 2014
Frankrigs kommunalvalg 2014 finder sted den 23. og 30. marts 2014.
Frankrigs kommunalvalg giver mulighed for fornyelse af byrådene i Frankrigs 36.681 kommuner. For første gang vil der ved dette valg, være mulighed for at vælge repræsentanterne i de interkommunale råd for kommuner med mere end 1.000 indbyggere. For kommuner med færre end 1.000 indbyggere vælges disse blandt de valgte kommunalbestyrelsesmedlemmer og borgmestre.